# A jövő kezdete
A jövő kezdete (eredeti cím: Pay It Forward) 2000-ben bemutatott amerikai romantikus filmdráma, amelyet Mimi Leder rendezett. A forgatókönyvet Catherine Ryan Hyde azonos című regénye alapján Leslie Dixon írta, a film zenéjét Thomas Newman szerezte.
Az Amerikai Egyesült Államok 2000. október 12-én mutatták be a Warner Bros. forgalmazásában. Magyarországon 2001. február 22-én került a mozikba.

## Cselekmény
|  | Alább a cselekmény részletei következnek! |

Trevor McKinney (Haley Joel Osment) Las Vegasban kezdi a hetedik osztályt. Társadalomismeret-tanára, Eugene Simonet (Kevin Spacey) megbízza az osztályt, hogy valósítsanak meg egy nagyszabású tervet, amely jobbá teszi a világot.
Trevor egy fordított piramisjátékot talál ki: három embernek kell komoly segítséget nyújtani olyan nagyobb dologban, amit a címzett önmaga nem tudna elvégezni. Majd ezeknek az embereknek meg kell ígérniük, hogy cserében ők is segítenek három másik embernek.
Trevor első cselekedete az, hogy egy Jerry (James Caviezel) nevű hajléktalannak megengedi, hogy a garázsukban lakjon, Jerry pedig azzal fizeti meg a szívességet, hogy Trevor édesanyjának, Arlene-nek (Helen Hunt) autójavítást végez. A továbbiakban azzal fizet tovább, hogy megakadályozza egy nő öngyilkosságát.
Eközben Arlene szembesíti Eugene-t Trevor projektjével, miután felfedezi Jerryt a házukban. Trevor ezután kiválasztja Eugene-t, mint a következő szívesség célpontját, és ráveszi Eugene-t és Arlene-t egy romantikus vacsorarandira. Úgy tűnik, ez kudarcba fullad, Trevor és anyja összevesznek az anyja alkoholista volt férje, Ricky (Jon Bon Jovi) iránti szerelme miatt, és Arlene dühében felpofozza Trevort. 
Eugene és Arlene újra egymásra találnak, amikor Trevor megszökik otthonról, és Arlene megkéri Eugene-t, hogy segítsen neki megtalálni őt. Miután megtalálta Trevort, Arlene elkezd szexuálisan  közeledni Eugene-hez. Eugene nyakán és arcán mély égésnyomok láthatók, és kezdetben bizonytalanságból ellenáll Arlene közeledésének. Amikor végül lefekszenek egymással, a férfi egész felsőtestén kiterjedt hegek láthatók. Arlene elfogadja ezt, és érzelmi kötődést alakít ki vele, de amikor Ricky visszatér, és azt állítja, hogy leszokott az ivásról, Arlene felhagy a Eugene-nel való kapcsolatukkal. Az, hogy visszafogadta volt férjét, feldühíti Eugene-t, akinek az anyja vissza szokta fogadni a bántalmazó, alkoholista apját. Eugene elmagyarázza, hogy a sebhelyei abból származnak, amikor apja részeg dühében felgyújtotta. Szidja Arlene-t, amiért olyan, mint az anyja, és figyelmezteti, hogy Ricky visszaélhet Trevorral. Amikor Ricky újra inni kezd, és folytatja a bántalmazó viselkedését, Arlene rájön a hibájára, és távozásra kényszeríti Rickyt.
Trevor iskolai megbízatása jelenti a történet kronológiájának kezdetét, de a film nyitójelenetében egy későbbi szívességről van szó, amelyben egy férfi autót ajándékoz Chris Chandler (Jay Mohr) Los Angeles-i újságírónak. A történet előrehaladtával Chris visszavezeti a szívességek láncolatát Trevor iskolai projektjének eredetéig. 
A Eugene-nel való randevúja után Arlene azzal fizette meg Jerry szívességét, hogy megbocsátott saját anyjának, Grace-nek az Arlene nevelésében elkövetett hibáiért. A hajléktalan Grace segít egy bandatagnak megszökni a rendőrség elől. A bandatag ezután megmenti egy asztmás lány életét a kórházban, a lány apja pedig Chrisnek adja az új autóját.
|  | Itt a vége a cselekmény részletezésének! |

## Szereplők
| Szereplő        | Színész           | Magyar hang         |
| --------------- | ----------------- | ------------------- |
| Eugene Simonet  | Kevin Spacey      | Sörös Sándor        |
| Arlene McKinney | Helen Hunt        | Fullajtár Andrea    |
| Trevor McKinney | Haley Joel Osment | Stukovszky Tamás    |
| Chris Chandler  | Jay Mohr          | Fekete Zoltán       |
| Jerry           | James Caviezel    | Bicskey Lukács      |
| Grace           | Angie Dickinson   | Illyés Mari         |
| Ricky McKinney  | Jon Bon Jovi      | Fazekas István      |
| Adam            | Marc Donato       | N/A                 |
| Sidney Parker   | David Ramsey      | Kálloy Molnár Péter |

### Magyar változat
A szinkront a Mafilm Audio Kft. készítette.
- Magyar szöveg: Joó Eszter
- Hangmérnök: Illés Gergely
- Vágó: Simkó Ferenc
- Gyártásvezető: Gelencsér Adrienne
- Szinkronrendező: Dezsőffy Rajz Katalin
- Felolvasó: Tóth G. Zoltán

## Fordítás
- Ez a szócikk részben vagy egészben  a   Pay It Forward (film) című angol Wikipédia-szócikk fordításán alapul.  Az eredeti cikk szerkesztőit annak laptörténete sorolja fel. Ez a jelzés csupán a megfogalmazás eredetét és a szerzői jogokat jelzi, nem szolgál a cikkben szereplő információk forrásmegjelöléseként.